# 前364年
| 千纪： | 前1千纪 |
| 世纪： | 前5世纪 \| 前4世纪 \| 前3世纪 |
| 年代： | 前390年代 \| 前380年代 \| 前370年代 \| 前360年代 \| 前350年代 \| 前340年代 \| 前330年代                                                                                             |
| 年份： | 前369年 \| 前368年 \| 前367年 \| 前366年 \| 前365年 \| 前364年 \| 前363年 \| 前362年 \| 前361年 \| 前360年 \| 前359年                                                               |
| 纪年： | 周顯王五年 魯共公十九年 田齊桓公十一年 晉孝公二十五年 趙成侯十一年 魏惠王六年 韓共侯十年 秦獻公二十一年 楚宣王六年 宋剔成君六年 衛聲公九年 燕後桓公九年 越王無余九年 中山桓公十七年 |

## 大事记
- 秦獻公親率主力進至河東，秦將章蟜在石門山（今山西省運城市西南）大敗魏軍，斬首6萬。由於趙國出兵救援魏國，秦才退兵。此戰為秦國對魏國的首次重大勝利，諸侯震動，周顯王亦祝賀「獻公稱伯」，並頒賞他繡著黼黻圖案的服飾。